# Граун, Иоганн Готлиб
Иоганн Готлиб Граун (нем. Johann Gottlieb Graun; 1702 или 1703, Варенбрюк — 27 октября 1771, Берлин) — немецкий скрипач и композитор, брат Карла Генриха Грауна.

## Биография
Родился в Варенбрюке в 1702 или 1703 году. С 1713 по 1721 год учился в школе при дрезденской церкви Святого креста, где брал уроки пения у Иоганна Захарии Грундига. Окончил также Лейпцигский университет. Учился игре на скрипке и композиции у Иоганна Георга Пизенделя; некоторое время был учеником Тартини. В 1726 году был концертмейстером капеллы в Дрездене, но в том же году переехал в Мерзебург, где стал придворным музыкантом. Его учеником в этот период был Вильгельм Фридеман Бах.
С 1732 года работал концертмейстером капеллы прусского кронпринца Фридриха (будущего короля Фридриха II): вначале в Руппине, затем в Рейнсберге. С 1740 года — капельмейстер королевской капеллы в Берлине. Вывел королевский оркестр на высокий художественный уровень и способствовал, вместе со своим братом, открытию в 1741 году Берлинской королевской оперы. Занимал должность капельмейстера вплоть до своей смерти в 1771 году. Преемником Грауна стал его ученик Франц Бенда.
В отличие от Карла Генриха Грауна, писавшего преимущественно церковную музыку и оперы, Иоганн Готлиб проявил себя в первую очередь как композитор-инструменталист. Он считается основоположником северно-немецкой инструментальной школы. В числе его сочинений — около 100 симфоний, не менее 40 скрипичных концертов, 20 оркестровых сюит, около 70 трио-сонат, 24 струнных квартета, несколько сонат для скрипки и клавира, 11 кантат, оратория «Страсти Иисуса Христа» и т. п.